# Dã nhân Yowie
Dã nhân Yowie là một sinh vật bí ẩn được cho là đã xuất hiện tại Australia. Trong nhiều thế kỷ qua, nhiều cư dân Australia truyền tai nhau câu chuyện về loài sinh vật này. Nó được biết đến từ năm 1842 và sau đó người phương Tây thường truyền tai nhau câu chuyện về những lần chứng kiến loài sinh vật lạ tên là Yowie từ năm 1881. Tiếp đến, ngày càng nhiều người trông thấy loài quái vật tương tự tại khu vực phía Nam Wales (New South Wales) hay vùng Queensland. Cho tới hiện tại ở Sydney vẫn có những địa điểm từng xảy ra hơn 3200 vụ án được cho là liên quan tới loài sinh vật Yowie này. Loài này có đặc điểm giống chung giống như người tuyết (Yeti) ở Tây Tạng hay Người Rừng ở Việt Nam. Dã nhân Yowie được mô tả là có hình người nhưng hình thể to cao hơn rất nhiều, nó cao lớn hơn (từ 2,1 – 2,4 mét) Chiều dài thân vào khoảng 3m và nhiều lông và có lông màu đậm. Nó có mắt đỏ và toàn thân phát ra mùi hôi thối khó chịu. Nhiều người còn nói rằng, Yowie ăn thịt sống của các loài động vật.